# Statenverkiezingen Curaçao 2012
Op 19 oktober 2012 vonden in Curaçao verkiezingen plaats voor de Staten van Curaçao.
Deze verkiezingen waren nodig geworden doordat het kabinet-Schotte, dat met 11 van de 21 zetels de kleinst mogelijke meerderheid had, moest aftreden omdat twee parlementariërs (Eugene Cleopa (MAN) en Dean Rozier (fractievoorzitter MFK)) hun fracties verlieten en als onafhankelijke leden in de Staten bleven zitten. Deze stap werd gezet vanwege de verslechterende relatie met Nederland en voortdurende beschuldigingen over integriteit van enkele ministers. Na het aftreden van het kabinet-Schotte werd het kabinet-Betrian op 10 september 2012 aangesteld als interim-kabinet dat de verkiezingen moest uitschrijven.
Deze zittingsperiode van de Staten begon op 2 november 2012. Zij eindigde op 1 november 2016.

## Systematiek
De 21 zetels in de Staten worden gekozen door middel van het systeem van evenredige vertegenwoordiging. Partijen die al in de Staten vertegenwoordigd zijn, worden toegelaten tot de volgende verkiezingen. Nieuwe partijen moeten voordien bij ondersteuningsverkiezingen een kiesdrempel overschrijden. Deze drempel is wettelijk vastgelegd op 1% van het aantal geldige stemmen bij de vorige verkiezingen.

## Ondersteuningsverkiezingen
Op 8 en 9 september 2012 werden ondersteuningsverkiezingen gehouden. Hieraan namen drie partijen deel, waarvan twee de kiesdrempel van 743 stemmen behaalden.

## Deelnemende partijen
| Lijst | Partij          | Lijsttrekker          |
| ----- | --------------- | --------------------- |
| 1     | MFK             | Gerrit Schotte        |
| 2     | FOL             | Anthony Godett        |
| 3     | Pueblo Soberano | Helmin Wiels          |
| 4     | MAN             | Charles Cooper        |
| 5     | PAR             | Emily de Jongh-Elhage |
| 6     | DP/Laboral      | George Hernandez      |
| 7     | PAIS            | Alex Rosaria          |
| 8     | PNP             | Humphrey Davelaar     |

## Uitslag
De uitslag werd bekendgemaakt door het Hoofdstembureau Curaçao.

### Opkomst
|                          | 2010    | 2010      | 2012    | 2012  |
| # stemmen                | %       | # stemmen | %       |       |
| ------------------------ | ------- | --------- | ------- | ----- |
| Kiesgerechtigden         | 114.828 |           | 116.857 |       |
| Niet opgekomen           | 39.257  | 34,19     | 27.923  | 23,90 |
| Opkomst                  | 75.571  | 65,81     | 88.934  | 76,10 |
| Blanco/ongeldige stemmen | 1.231   | 1,63      | 1.963   | 2,21  |
| Geldige stemmen          | 74.340  | 98,37     | 86.971  | 97,79 |

### Stemmen en zetelverdeling
| Partij                   | 2010      | 2010  | 2010   | 2012      | 2012  | 2012   | verschil | verschil |
| Partij                   | # stemmen | %     | zetels | # stemmen | %     | zetels | %        | zetels   |
| ------------------------ | --------- | ----- | ------ | --------- | ----- | ------ | -------- | -------- |
| Pueblo Soberano          | 13.886    | 18,68 | 4      | 19.715    | 22,67 | 5      | +3,99    | +1       |
| MFK                      | 15.953    | 21,46 | 5      | 18.450    | 21,21 | 5      | −0,25    | 0        |
| PAR                      | 22.474    | 30,23 | 8      | 17.179    | 19,75 | 4      | −10,48   | −4       |
| PAIS                     | 2.202     | 2,96  | 0      | 15.286    | 17,58 | 4      | +14,62   | +4       |
| MAN                      | 6.531     | 8,79  | 2      | 8.294     | 9,54  | 2      | +0,75    | 0        |
| PNP                      | 4.588     | 6,17  | 1      | 5.130     | 5,90  | 1      | −0,27    | 0        |
| FOL                      | 4.813     | 6,47  | 1      | 1.790     | 2,06  | 0      | −4,41    | −1       |
| DP/Laboral               | 3.557     | 4,78  | 0      | 1.127     | 1,30  | 0      | −3,48    | 0        |
| overige partijen in 2010 | 336       | 0,45  | 0      | -         | -     | -      | −0,45    | 0        |
| Totaal                   | 74.340    | 100   | 21     | 86.971    | 100   | 21     |          | 0        |

## Personele samenstelling
De leden van de Staten van Curaçao in deze zittingsperiode waren:
| Statenlid                | Partij          | Bijzonderheden                                  |
| ------------------------ | --------------- | ----------------------------------------------- |
| Melvin Cijntje           | Pueblo Soberano | Fractievoorzitter                               |
| Eugène Cleopa            | PAIS            |                                                 |
| Charles Cooper           | MAN             | Fractievoorzitter tot 1 december 2013           |
| Jaime Córdoba            | Pueblo Soberano |                                                 |
| Humphrey Davelaar        | PNP             | Vicevoorzitter van de Staten, fractievoorzitter |
| Marcolino Franco         | PAIS            | Voorzitter van de Staten                        |
| Sithree van Heydoorn     | MFK             |                                                 |
| Zita Jesus-Leito         | PAR             | Fractievoorzitter                               |
| Hensley Koeiman          | MAN             | Fractievoorzitter vanaf 1 december 2013         |
| Armin Konket             | PAR             |                                                 |
| Omayra Leeflang          | Groep-Leeflang  |                                                 |
| Sherwin Leonora          | Pueblo Soberano |                                                 |
| Marilyn Moses            | Groep-Moses     |                                                 |
| Gilmar Pisas             | MFK             |                                                 |
| Winifred Raveneau        | Pueblo Soberano |                                                 |
| Alex Rosaria             | PAIS            | Fractievoorzitter                               |
| Gerrit Schotte           | MFK             | Fractievoorzitter                               |
| Jacinta Scoop-Constancia | MFK             |                                                 |
| Glenn Sulvaran           | Groep-Sulvaran  |                                                 |
| Amerigo Thodé            | MFK             |                                                 |
| Elmer Wilsoe             | Pueblo Soberano |                                                 |

## Formatie van de regering
Grote winnaar was de sociaal-liberale partij PAIS. In 2010 haalde deze partij net geen zetel, maar nu kwam zij met 4 zetels in de Staten. Grote verliezer was de PAR van Emily de Jongh-Elhage die 4 van de 8 zetels verloor. De FOL onder leiding van Anthony Godett verdween uit de Staten.
Pueblo Soberano, een partij die volledige onafhankelijkheid van Curaçao buiten het Koninkrijk der Nederlanden nastreeft, werd nipt de grootste partij. De coalitie van het kabinet-Schotte kreeg daarmee opnieuw een meerderheid in de Staten van Curaçao. Een voortzetting van deze coalitie, alleen dan met een minister-president van PS omdat deze partij de grootste was geworden, lag dus voor de hand.
De coalitie-onderhandelingen tussen PS, MFK en MAN liepen echter stuk omdat PS-leider Helmin Wiels zijn steun had gegeven aan een screeningswet voor ministers, ingediend door het ad-interim kabinet-Betrian. Gerrit Schotte stapte hierop met zijn partij MFK uit de onderhandelingen. Omdat Wiels eerder had aangegeven niet met de PAR te willen regeren, dreigde een nieuwe patstelling. Uiteindelijk sloot PS een regeerakkoord met de sociaal-liberale PAIS en de christendemocratische PNP. Dit was mogelijk doordat Statenlid Glenn Sulvaran uit de fractie van de PAR was getreden en als onafhankelijk Statenlid zijn steun aan een coalitie van PS, PAIS en PNP had gegeven. Hierdoor kreeg deze coalitie 11 van de 21 zetels. Op 12 december 2012 werd het regeerakkoord getekend.
Er werd voor gekozen om een zakenkabinet, onder leiding van Daniel Hodge, directeur van de Postspaarbank op Curaçao en verder enkel bestaande uit vakministers, financieel orde op zaken te laten stellen. Dit kabinet zou drie of zes maanden moeten zitten om daarna plaats te maken voor een politiek kabinet. Het kabinet-Hodge werd geïnstalleerd op 31 december 2012 en diende op 27 maart 2013 zijn ontslag in. Op 7 juni 2013 trad het politieke kabinet-Asjes aan.
Omdat de PS in augustus 2015 het vertrouwen opzegde in haar premier Ivar Asjes, werd Ben Whiteman op 31 augustus 2015 de nieuwe premier van dezelfde coalitie.